# ZBrush
 (septembre 2013).
Si vous disposez d'ouvrages ou d'articles de référence ou si vous connaissez des sites web de qualité traitant du thème abordé ici, merci de compléter l'article en donnant les références utiles à sa vérifiabilité et en les liant à la section « Notes et références ».
 (septembre 2013).
Zbrush est un logiciel de modélisation 3D utilisant une technologie exclusive de « pixels 3D », les Pixols. Chaque Pixol est défini, en plus de sa couleur, par sa profondeur (indiquée par l'axe Z, d'où le nom Zbrush). Le logiciel repose sur une architecture entièrement fondée sur ces Pixols.
ZBrush est utilisé en tant qu'outil de modélisation polygonale afin de créer des modelages de haute résolution (jusqu'à 10 millions de polygones) qui seront utilisés dans l'industrie du jeu vidéo, du cinéma, et dans l'animation. Il peut être utilisé comme complément dans la modélisation polygonale, où il va servir à affiner et finaliser une maquette, en lui ajoutant des détails. Par le truchement d'un canal de « déplacement », la géométrie créée dans Zbrush est convertie en textures en niveaux de gris (ou mieux, en normal mapping), récupérables dans tout logiciel 3D. 
ZBrush est utilisé par des entreprises telles que ILM ou Electronic Arts. ZBrush utilise des niveaux de résolution dynamique pour permettre au concepteur d'apporter à son modelage un changement global ou local. Il est d'ailleurs utilisé pour "peindre" une très grande variété de détails sur un maillage qui étaient auparavant peints grâce au bump mapping (placage de relief). Le modèle détaillé peut être ensuite exporté en tant que fichier normal mapping pour être ensuite utilisé sur le même modelage en low poly, c'est-à-dire, avec peu de polygones.

## Pixol
Tout comme un pixel, chaque pixol contient une information sur sa position en abscisse (X), en ordonnée (Y), et sur la valeur de sa couleur. Les pixol contiennent aussi des informations sur la profondeur (Z), sur l'orientation et le matériau. Les fichiers de sauvegardes propres à ZBrush contiennent ces informations, mais quand ils sont exportés (en JPEG ou en PNG par exemple) les caractéristiques du Pixol sont perdues. Cette technologie est similaire à celle des voxel, un autre type de pixel 3D.